# Lewis, Iowa
Lewis är en ort i Cass County i Iowa. Vid 2010 års folkräkning hade Lewis 433 invånare.